# Festuca crispatopilosa
Festuca crispatopilosa är en gräsart som beskrevs av Norman Loftus Bor. Festuca crispatopilosa ingår i släktet svinglar, och familjen gräs. Inga underarter finns listade i Catalogue of Life.